# Grauglanzstar
Der Grauglanzstar (Lamprotornis unicolor, Syn.: Cosmopsarus unicolor) ist eine Vogelart aus der Familie der Stare. Er ist endemisch in Zentraltansania, wurde aber als Irrgast auch in Kenia beobachtet.

## Aussehen

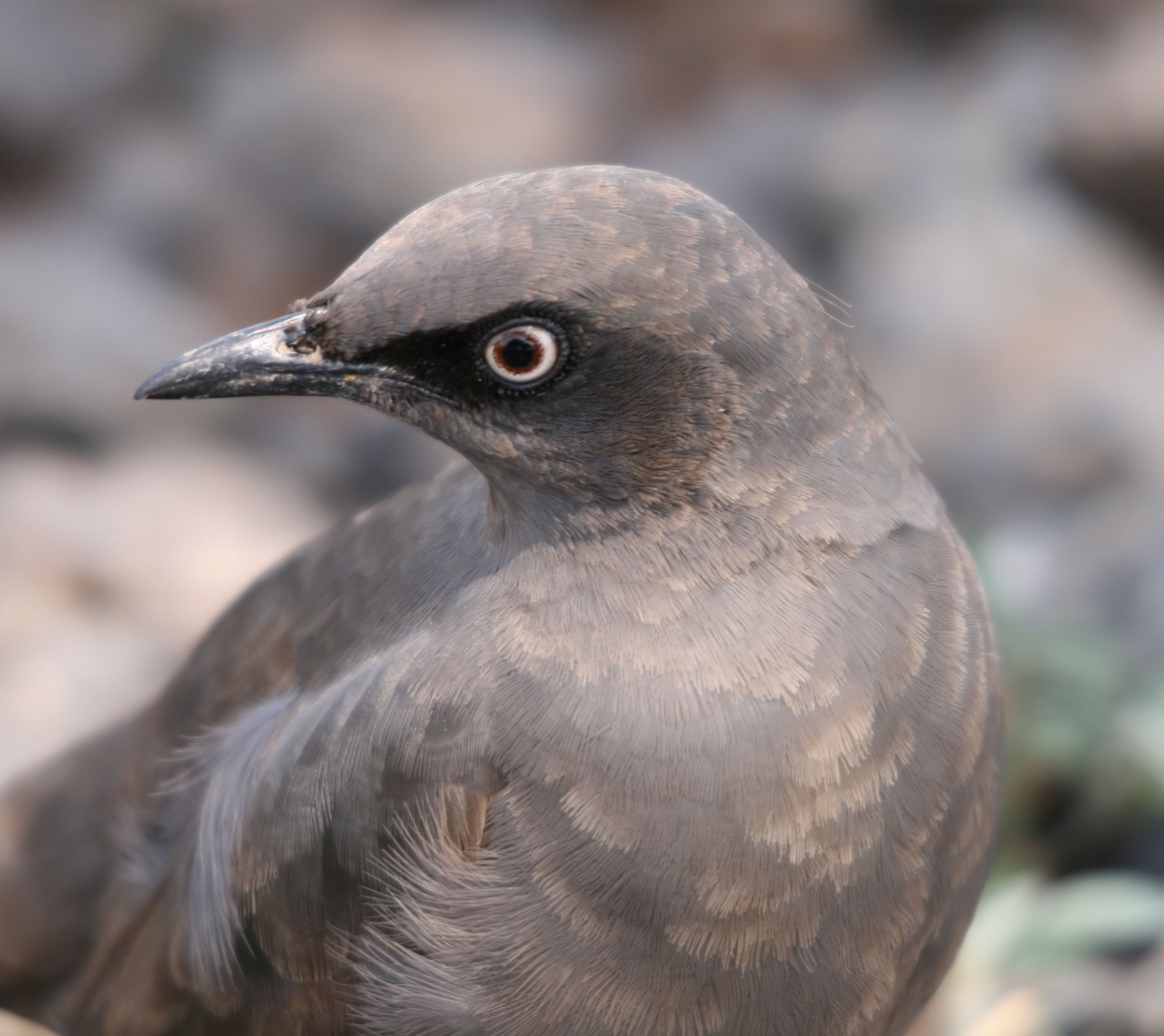
Kopfstudie

Der ausgewachsene Vogel ist etwa 30 cm groß. Das Gefieder ist am ganzen Körper grau, im Prachtkleid glänzen Flügel, Schwanz und Rücken in einem dunklen Oliv. Schnabel und Beine sind grau, die Augen blass hellgelb mit einem dunklen, weinroten Ring um die Pupille.
Die Juvenilen sind blasser gefärbt, haben dunkle Augen und einen kürzeren Schwanz.

## Lebensraum und Lebensweise
Der Vogel kommt meist in kleinen Schwärmen vor; die Nahrungssuche erfolgt oft am Boden.
Besiedelt werden Busch- und Grasland, sofern in letzterem einzelne Bäume und Büsche vorkommen. Die Habitate liegen in Höhen zwischen 1000 und 1850 Metern.
Der Ruf ist ein scharf klingendes, nasales „rannah“.

## Etymologie und Forschungsgeschichte
George Ernest Shelley beschrieb den Grauglanzstar unter dem Namen Cosmopsarus unicolor. Das Typusexemplar wurde ihm von John Kirk aus Ostafrika zugesandt.
Das Wort »Lamprotornis« stammt von den griechischen Worten »lamprotēs« für »Pracht, Herrlichkeit, Brillanz« und »ornis ὄρνις« für »Vogel« ab. Das lateinische Wort »unicolor« steht für  »einfarbig, einheitlich«.

## Phylogenie
Nächstverwandte Art (Schwesterart) des Grauglanzstars ist der Mevesglanzstar Lamprotornis mevesii. Die unterschiedliche Färbung des männlichen Prachtkleids geht auf unterschiedliche Nanostruktur der im Gefieder eingelagerten Melanosomen zurück, die durch Lichtbrechung Strukturfarben erzeugen. Die Radiation wird auf sexuelle Selektion zurückgeführt.